# Водеради (округ Трнава)
Водеради (словац. Voderady) — село, громада округу Трнава, Трнавський край. Кадастрова площа громади — 14.15 км².
Населення 1639 осіб (станом на 31 грудня 2020 року).

## Історія
Водеради згадуються 1241 року.

## Географія
Протікає річка Ронава.

## Населення
| Рік:            | 1994. | 2004.   | 2014.   | 2024.    |
| --------------- | ----- | ------- | ------- | -------- |
| Кількість осіб: | 1249  | 1330    | 1446    | 1783     |
| Різниця:        |       | +6,48 % | +8,72 % | +23,30 % |

| Рік:            | 2023. | 2024.   |
| --------------- | ----- | ------- |
| Кількість осіб: | 1754  | 1783    |
| Різниця:        |       | +1,65 % |